# Hans Pusen
Hans Pusen (* 25. November 1891 in Heiligenhaus, Kreis Mettmann; † 24. März 1987 in Hannover) war ein deutscher Journalist und Fotograf in Hannover, wo er seit 1921 bis zu seinem Tod lebte. Das Historische Museum Hannover besitzt in seinem Bild-Archiv eine Sammlung kulturgeschichtlicher Aufnahmen Pusens, die, ähnlich wie in den Sammlungen des Museums von Wilhelm Hauschild oder Aenne Heise, zum Teil aus feuergefährlichen, selbstentzündlichen Nitrofilmen bestand und daher zur Digitalisierung vorbereitet wurde.

## Werke (Auswahl)

### Fotografien
- Im Besitz des Historischen Museums finden sich beispielsweise Fotos von Pusen,
  - die die Situation des zur  Zeit des Nationalsozialismus in Hannover gestalteten Ballhofplatzes festhielten mit einem Blick auf das damalige Haus „Burgstraße 36“, Wohnhaus der Familie des polnischen Juden Herschel Grynszpan, dessen Attentat auf den deutschen Diplomaten Ernst vom Rath später zum Vorwand für die Novemberpogrome 1938 dienten.[4]

### Schriften
- Die Büttenpapiermacher des Sollings. Mit Aufnahmen des Verfassers, in: Stuttgarter Illustrierte. Das illustrierte Blatt, 1932, Nr. 48, S. 1150f.
- Weserbergland. Eine romantische Berg-, Wald- und Stromlandschaft ( = Die kleinen Cux-Bücher, [Bd.] 3), Cuxhaven: Verlag Oliva, [1958]
- Lüneburger Heide. Ein Reiseführer durch das Lönsland, in der Reihe WOFE-Reiseführer, Frankfurt/Main; Hamburg: WOFE-Verlags-Gesellschaft; Frankfurt/Main; Hamburg: Eisenschmidt [in Kommission], [1959]
- Werbeschriften für den Landesverkehrsverband Weserbergland-Mittelweser in Hameln:
  - Hameln, die Rattenfängerstadt an der Weser, [1960]
  - Weserbergland, Mittelweser, [19]61
  - Schaumburg, Weserpforte, [19]62
  - Oberweser, [19]62
  - Mittelweser, Aller, Steinhuder Meer, [19]62
  - Leinetal, [19]62
  - Deister, Süntel, Osterwald, [19]62
- Kostbarkeiten aus Kirchen und Klöstern Niedersachsens, Hannover: Madsack, 1966
- Der gelbe Führer, Bd. 4.: Sauerland, Westerwald, Lahntal. 20 der schönsten Auto-Rundfahrten zwischen Hagen, Koblenz, Giessen und Lippstadt, mit vielen launig geschilderten Kuriositäten und Kostbarkeiten am Wege, Text und Fotos von Hans Pusen. Mit 18 Karten-Skizzen von Lorenz Hafner, Hannover: Madsack, [1968]
- in der Reihe Deutsche Landeskunde, Abteilung Norddeutschland:  Niedersachsen. Landschaft, Geschichte, Kultur, Kunst,
  - Der Norden und die Hansestädte Bremen und Hamburg, Heroldsberg: Glock und Lutz, 1973
  - Das Berg- und Hügelland im Süden, 2., unveränderte Auflage, Sigmaringendorf: Regio-Verlag Glock und Lutz, ISBN 978-3-8235-1002-4 und ISBN 3-8235-1002-9
- Harz, Hannover, Lüneburger Heide ( = Polyglott-Reiseführer Heft 613), Reiseführer, 14. Auflage 1990/1991, Verfasser: Hans Pusen. Illustration: Karl Bauer-Oltsch, Karten und Pläne: Arnulf Milch et al., München: Polyglott-Verlag, 1990, ISBN 978-3-493-60613-3 und ISBN 3-493-60613-3